# راگنهیلد میکلهبوست
راگنهیلد میکلهبوست (انگلیسی: Ragnhild Myklebust؛ زادهٔ ۱۳ دسامبر ۱۹۴۳) ورزشکار دوگانه، اسکی‌باز صحرانوردی، و اسکیت‌باز سرعت اهل نروژ است.